# Milivojce
Milivojce (izvirno srbsko Миливојце) je naselje v Srbiji, ki upravno spada pod Mesto Vranje; slednja pa je del Pčinjskega upravnega okraja.

## Demografija
V naselju živi 101 polnoletni prebivalec, pri čemer je njihova povprečna starost 48,6 let (46,7 pri moških in 50,5 pri ženskah). Naselje ima 42 gospodinjstev, pri čemer je povprečno število članov na gospodinjstvo 2,90.
To naselje je, glede na rezultate popisa iz leta 2002, večinoma srbsko, a v času zadnjih treh popisov je opazno zmanjšanje števila prebivalcev.
|  |

| Demografija | Demografija     | Demografija     |
| Leto        | Št. prebivalcev | Št. prebivalcev |
| ----------- | --------------- | --------------- |
|             |                 |                 |
|             |                 |                 |
|             |                 |                 |
|             |                 |                 |
| 1948        | 249             |                 |
| 1953        | 257             |                 |
| 1961        | 257             |                 |
| 1971        | 230             |                 |
| 1981        | 191             |                 |
| 1991        | 149             | 149             |
| 2002        | 122             | 122             |
|             |                 |                 |

| Etnična sestava po popisu iz leta 2002 | Etnična sestava po popisu iz leta 2002 | Etnična sestava po popisu iz leta 2002 | Etnična sestava po popisu iz leta 2002 | Etnična sestava po popisu iz leta 2002 |
| -------------------------------------- | -------------------------------------- | -------------------------------------- | -------------------------------------- | -------------------------------------- |
| Srbi                                   | Srbi                                   |                                        | 120                                    | 98,36%                                 |
| Neznano                                | Neznano                                |                                        | 1                                      | 0,81%                                  |